# Trachyodes
Trachyodes är ett släkte av skalbaggar. Trachyodes ingår i familjen vivlar.
Kladogram enligt Catalogue of Life:
| Trachyodes | \| \| Trachyodes horrescens \| \| \| \| \| \| Trachyodes marshalli \| \| \| \| |
|            | \| \| Trachyodes horrescens \| \| \| \| \| \| Trachyodes marshalli \| \| \| \| |
|            | Trachyodes horrescens                                                          |
|            |                                                                                |
|            | Trachyodes marshalli                                                           |
|            |                                                                                |